# Klíč svatého Petra
Klíč svatého Petra (slovensky Kľúč svätého Petra) je filmová pohádková komedie režiséra Karla Janáka z roku 2023, natočená v česko-slovensko-německé koprodukci. Scénář k filmu napsal Petr Hudský. Titulní postavu svatého Petra ztvárnil slovenský herec Ivan Romančík (v českém znění Zbyšek Horák), muzikanta Tobiáše Filip Březina, podvodnici Emílii Berenika Kohoutová, zloděje Viléma Mark Kristián Hochman a princeznu Sára Korbelová.

## Obsazení
| Filip Březina          | Tobiáš          |
| Berenika Kohoutová     | Emílie          |
| Mark Kristián Hochman  | Vilém           |
| Sára Korbelová         | princezna Viola |
| Sabina Remundová       | kancléřová      |
| David Novotný          | kancléř         |
| Lukáš Příkazký         | vodník          |
| Petr Nárožný           | král            |
| Ivan Romančík          | svatý Petr      |
| Timo Dierkes           | rybář           |
| Filip Menzel           | hostinský       |
| Branislav Bystriansky  | kovář           |
| Josef Vrána            | kupec           |
| Petr Pěknic            | strážný         |
| Julia Issa             | pekařka         |
| Tomáš Dalecký          | vikomt Norbert  |
| Leonard Stirský Hädler | princ Artur     |
| Ondřej Hyneš           | hrabě Felix     |
| Jindřich Žampa         | malý kuchtík    |

Svatého Petra v českém znění, režírovaném Zdeňkem Štěpánem, nadaboval Zbyšek Horák, do role rybáře byl obsazen Stanislav Lehký.

Ve slovenském znění režírovaném Jozefínou Šujanovou hráli:
| Pavol Plevčík     | Tobiáš          |
| Romana Orlická    | Emílie          |
| Roman Ferienčík   | Vilém           |
| Tatiana Pauhofová | princezna Viola |
| Tatiana Kulíšková | kancléřová      |
| Pavol Topoľský    | kancléř         |
| Juraj Kemka       | vodník          |
| František Kovár   | král            |
| Ivo Gogál         | rybář           |
| Juraj Predmerský  | kupec           |
| René Jankovič     | strážný         |
| Andrea Martvoňová | pekařka         |

## Výroba
Film se natáčel mj. na zámku Sychrov, hradě Zvíkov, ve Slavonicích, a v ateliérech na Kavčích horách.

## Uvedení a přijetí
Snímek premiérově uvedla Česká televize na Štědrý večer, tedy 24. prosince 2023, na programu ČT1, stal se nejsledovanějším pořadem dne. Podle ATO Nielsen Admosphere jej vidělo 60 % všech, kteří měli v té době zapnutou televizi, celkem více než 2,32 milionu diváků starších 15 let. Pohádku sledoval také největší podíl z dětského publika; celkem asi 165 000 dětí ve věku 4 až 12 let, s podílem na publiku 52 %.
Na Slovensku film Kľúč svätého Petra premiérově uvedl Rozhlas a televize Slovenska dne 25. prosince 2023 na Jednotce ve slovenském znění.

## Recenze
- SPÁČILOVÁ, Mirka. PRVNÍ DOJMY: Štědrovečerní Klíč svatého Petra opisuje od Anděla Páně. iDNES.cz [online]. MAFRA, a.s., 2023-12-24. Dostupné online.
- KLÁR, Petr KlarIN. GLOSA: Klíč svatého Petra. Divadelní noviny [online]. Společnost pro Divadelní noviny, 2023-12-25. Dostupné online. ISSN 1210-471X.